# Vilém I. Flanderský

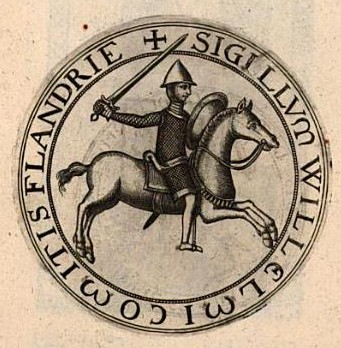
Vilémova hraběcí pečeť

Vilém I. Flanderský jinak též Vilém Clito (nizozemsky Willem Clito, francouzsky Guillaume Cliton, anglicky William Clito; 1101/1102/1103? - 28. července 1128 Alost) byl flanderský hrabě z normanské dynastie, vnuk Viléma Dobyvatele a také jeden z příznivců mladého templářského řádu.

## Původ
Vilém byl synem normandského vévody Roberta Krátké kalhoty a Sibyly, pravnučky Roberta Guiscarda. Otec Robert byl prvorozeným synem Viléma Dobyvatele a svou přezdívku získal kvůli svému nevelkému vzrůstu. Roku 1087 konečně dostal Normandii a o devět let později se vydal společně se svým švagrem Štěpánem na křížovou výpravu k záchraně Božího hrobu. Nemaje dostatek finančních prostředků, zastavil své vévodství bratrovi Vilémovi, který na lovu roku 1100 zemřel a anglické koruny se za Robertovy nepřítomnosti zmocnil nejmladší bratr Jindřich. Robert se vrátil z kruciáty o několik týdnů později, doprovázen italskou manželkou a věhlasem bojovníka s nevěřícími a v červenci 1101 se vylodil na anglickém pobřeží. Bratři se dohodli, že si Jindřich nechá Anglii a vyplatí Robertovi každoroční důchod dvou tisíc liber. Napětí však nezmizelo. Situace se vyřešila v bitvě u Tinchebray roku 1106, kde Jindřich Roberta porazil, zajal a nechal jej internovat.

## Normanské vzpoury
Anglický král byl po bitvě u Tinchebray nucen strávit více než polovinu své vlády na evropské pevnině obranou svých zájmů proti nenasytným sousedům v podobě francouzského krále Ludvíka VI., hraběte Fulka z Anjou a flanderskými hrabaty. V té době již byl na světě Vilém, kterého král svěřil do péče Heliase ze Saint Saens, manželovi nemanželské dcery Roberta Normanského. Roku 1108 vypukl otevřený konflikt mezi Jindřichem a králem Francie Ludvíkem VI., který trval celé čtyři roky. Mladík Vilém v tu dobu s pomocí švagra utekl z Anglie, kde mu hrozilo uvěznění, aby nemohl vznést nárok na normandské vévodství. Na pevnině se jeho nároku zastal král Ludvík, Fulko z Anjou a Balduin Flanderský. U flanderského hraběte našel Vilém útočiště, na jeho dvoře strávil zbytek dětství, byl pasován na rytíře a získal v něm silného příznivce. Roku 1119 se na straně francouzského krále zúčastnil bitvy u Brémule.
Dvakrát se vzbouřila normanská šlechta proti vládě Jindřicha I. a pokaždé neúspěšně. Vilém se oženil s dcerou Fulka z Anjou, ale Jindřich zařídil anulování sňatku.
| „                   | ...díky modlitbám, ale také díky těžké sumě zlata, stříbra a jiného koření | “ |
| — Ordericus Vitalis |                                                                            |   |

Druhou manželkou se Vilémovi stala Johana z Montferratu, sestra francouzské královny.
V dubnu 1127 byl flanderský hrabě Karel Dobrý zákeřně zavražděn při mši v chrámu Páně. Smrt hraběte rozpoutala ve Flandrech válku na více než rok, obyvatelé jati touhou po odplatě se chopili zbraní a také francouzský Ludvík VI. přivedl své vojáky do Flander a dle opata Sugera zanechal vlámské země očištěné a jakoby znovu pokřtěné díky trestu a hojnosti prolité krve. Novým hrabětem byl díky králově zásahu jmenován jeho chráněnec Vilém.
Jindřich, král anglický se však obával o svou Normandii a proto poslal do Flander vojáky a finanční prostředky. Na jaře roku 1128 tak musel novopečený hrabě, obyvateli pro tvrdou vládu neoblíbený, žadonit o podporu u Ludvíka VI., který se marně pokoušel flanderské měšťany přesvědčit. Zvolili si za nového hraběte Dětřicha Alsaského. Vilém Clito, který se před střetem rozhodl spíše zemřít, než by strpěl takovou hanbu, slíbil, že bude od tohoto okamžiku ochráncem církve a chudých, si nechal ostříhat dlouhé vlasy a navlékl kajícnické roucho. Zemřel na sněť v ráně utržené v bitvě u Alostu a byl pohřben v klášteře Saint-Bertin v Saint-Omer. Vilémova smrt se stala pro mnohé z jeho přívrženců osudnou, protože se od krále Jindřicha nedočkali milosti a byli donuceni "přijmout kříž Páně a stát se vyhnanci pro Kristovu věc a vydat se k jeho hrobu k Jeruzalému".